# Metaphycus stephaniae
Metaphycus stephaniae is een vliesvleugelig insect uit de familie Encyrtidae. De wetenschappelijke naam is voor het eerst geldig gepubliceerd in 2006 door Grissell.